# Becksteiner Weg
Becksteiner Weg ist ein Industriegebiet sowie ein Wohnplatz mit etwa 50 Gebäuden auf der Gemarkung des Lauda-Königshofener Stadtteils Königshofen im Main-Tauber-Kreis im fränkisch geprägten Nordosten Baden-Württembergs.

## Geographie
Becksteiner Weg liegt am westlichen Ortsrand von Königshofen in Richtung des namengebenden Stadtteils Beckstein und ist durch die Gleise der Frankenbahn bzw. Taubertalbahn vom Wohnplatz Bahnhof Königshofen östlich der Gleise getrennt. Eine Fußgängerunterführung führt zum Bahnhof Königshofen und zwei beschrankte Bahnübergänge (Frankenbahn und Taubertalbahn) verbinden den Wohnplatz mit dem Altort Königshofen.

## Geschichte
Auf dem Messtischblatt Nr. 6424 „Königshofen“ von 1881 war der Ort noch völlig unbesiedelt.
Der Wohnplatz kam als Teil der ehemals selbständigen Stadt Königshofen am 1. Januar 1975 zur Stadt Lauda-Königshofen, als sich die Stadt Lauda mit der Stadt Königshofen und der Gemeinde Unterbalbach im Rahmen der Gebietsreform in Baden-Württemberg vereinigte.
In den 2010er Jahren wurden am Becksteiner Weg mehrfach neue Gewerbeflächen erschlossen.

## Kulturdenkmale
Kulturdenkmale in der Nähe des Wohnplatzes sind in der Liste der Kulturdenkmale in Lauda-Königshofen verzeichnet.

## Verkehr
Der Ort ist über den Käppeleweg zu erreichen, der von der K 2832 abzweigt. Die K 2832 zweigt wiederum unmittelbar zuvor von der B 292 ab. Neben dem Käppeleweg befindet sich noch die Fabrikstraße am Industriegebiet und Wohnplatz Becksteiner Weg.